# Kajs Su’ajjid
Kajs Su’ajjid (arab. ‏قيس سعيّد‎, Qays Suʿayyid; fr. Kaïs Saïed; ur. 22 lutego 1958 w Tunisie) – tunezyjski prawnik i polityk, emerytowany wykładowca Uniwersytetu w Tunisie, prezydent Tunezji od 23 października 2019.

## Życiorys
Był dziekanem Wydziału Prawnego Uniwersytetu w Susie, ekspertem przy Lidze Państw Arabskich i Arabskim Instytucie Praw Człowieka. Zasiadał w grupie ekspertów, przygotowujących projekt tunezyjskiej konstytucji z 2014 roku.
14 października 2019 uzyskał 72,71% głosów w drugiej turze wyborów prezydenckich. 23 października 2019 został zaprzysiężony na stanowisku prezydenta Tunezji.